# Strakové z Nedabylic
Strakové z Nedabylic byli starý český vladycký rod, který později povýšil do panského a hraběcího stavu. Pocházeli z dnes již neexistující vesnice a tvrzi Nedabylice ve východních Čechách. Stejný původ i erb měli další rody, například Dašičtí či Králové z Dobré Vody. Z této větve pocházel heraldik a kreslíř Vojtěch Král z Dobré Vody.

## Historie

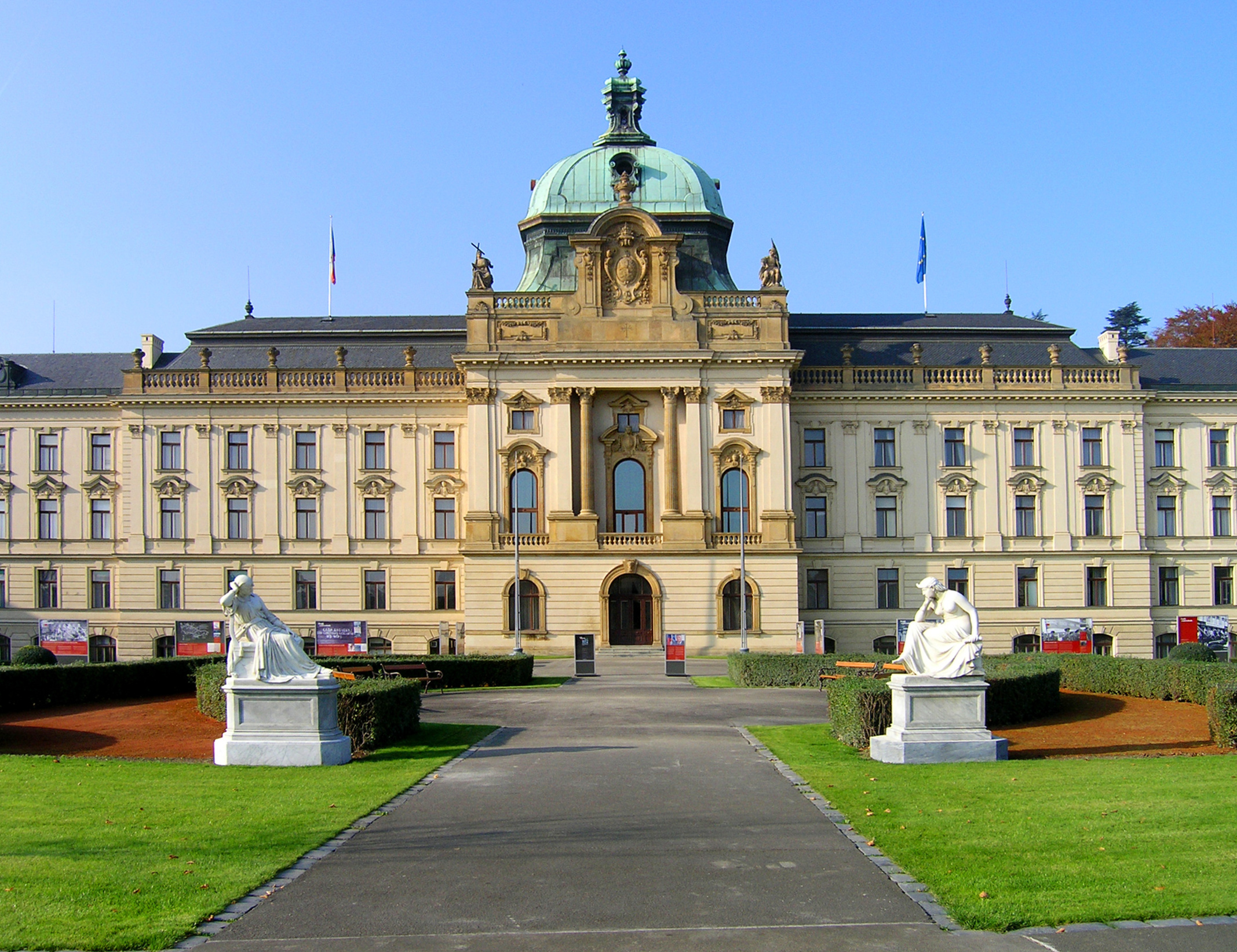
Strakova akademie

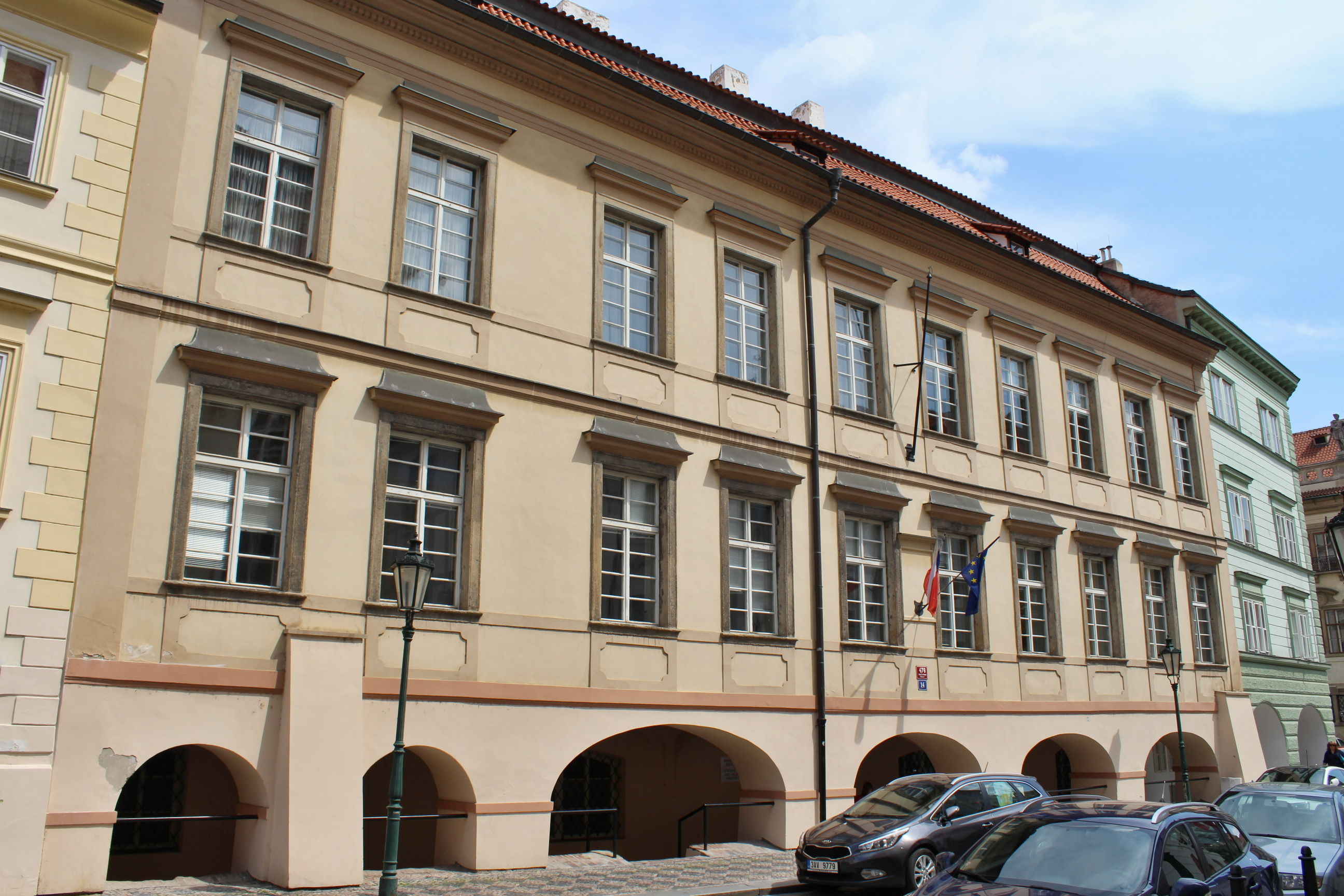
Palác Straků z Nedabylic v Praze na Malé Straně

První zmínky o členech rodu pocházejí z konce 14. století, kdy Jan Straka sloužil u Jana Koldy Náchodského a obdržel v okolí Náchoda nějaký majetek. Jeho následovníci rodové jmění postupně rozšiřovali, získali například Studnici, Jeníkovice, pozemky u Jaroměře. Rozdělili se do několika větví. Některým příslušníkům rodu byl po Bílé hoře zkonfiskován majetek.
Jan Petr Straka z Nedabylic (1645–1720) se v mládí věnoval cestování, pobýval několik let ve Francii. Po návratu do vlasti dědil po strýci a později další majetek přikoupil. Povýšil do panského stavu a v roce 1692 dokonce do hraběcího. Sloužil jako královský tajný rada a komorník. V roce 1710 sepsal poslední vůli, ve které veškerý majetek, pokud rod vymře, přejde na vznik akademie, která se bude starat o výchovu mládeže zchudlých šlechtických rodů. Strakova nadace začala fungovat až v roce 1814, na konci 19. století byla v Praze na Klárově postavena budova Strakovy akademie, kde v současnosti sídlí vláda České republiky.
Petr Mikuláš se stal v roce 1697 nejvyšším písařem, i Jan Karel získal v roce 1732 hraběcí titul.
Pro rod byla charakteristická dlouhověkost, Petr Mikuláš se dožil 98 let, Heřman Pavel 91 roků a i o dalších se uvádí, že se dožili vysokého věku. Přesto počátkem 19. století rod ve všech větvích vymřel.

## Erb
V modrém štítě nosili stříbrného kohouta. Po smrti Jana Petra Straky přibyl štítu zlatý lem, u některých větví rodu byl kohout zbarven červenočerně a stál na zeleném pahorku. Stejnou podobu erbu měli také Králové z Dobré Vody, příbuzní Straků z Nedabylic.

## Příbuzenstvo
Spojili se s Haugvici, Dohalskými z Dohalic, Dobřenskými z Dobřenic, Hamzovými ze Zábědovic, Trauttsmansdorffy, pány z Hustířan či z Rýzmburka.